# Čhöjing Dordže
Čhöjing Dordže (1604 – 1674) byl 10. karmapa školy Karma Kagjü, jedné ze škol tibetského buddhismu.
Narodil se v tibetské provincii Amdo. 6. šamarpa Čhökji Wangčhug ho v osmi letech rozpoznal jako inkarnaci předchozího karmapy. Brzy mu bylo předáno učení Kagjü.
Desátý karmapa se ocitl ve svízelné politické situaci. Jeho současník, pátý dalajlama Ngawang Lozang Gjamccho, byl prvním dalajlamou, kterému byla svěřena světská moc v Tibetu. Dalajlama vyzdvihl svou školu Gelugpa a některé ostatní školy včetně Karma Kagjü byly pronásledovány. Čhöjing Dordže tak byl nucen na dvacet let opustit Tibet. V exilu zakládal kláštery v Nepálu, Barmě a Číně.